# Кабельтов
Ка́бельтов (від нід. kabeltouw — «якірний канат») — позасистемна одиниця вимірювання відстані, що використовується у морській справі. Як одиниця вимірювання кабельтов став використовуватися унаслідок того, що якірний канат на судні брався певної, однакової довжини. У кабельтових зазвичай виражається дистанція між кораблями за спільного плавання флоту, розміщення його по диспозиції, відстань від корабля до берега тощо.
Розрізняють види кабельтових:
- Міжнародний кабельтов = 1/10 морської милі = 6 кутових секунд меридіана = 185,2 м.
- Також (застаріли):
  - Звичайний (артилерійський) кабельтов = 100 морських сажнів = 600 футів = 182,88 м.
  - Кабельтов Великої Британії = 608 футів = 185,3184 м.
  - Кабельтов США = 120 морських саженів = 720 футів = 219,456 м.